# Cristian Zorzi
Cristian Zorzi (* 14. August 1972 in Cavalese) ist ein ehemaliger italienischer Skilangläufer. Er war während seiner Zeit im Weltcup auf Sprint- und Mannschaftswettbewerbe spezialisiert und gewann neben dem Olympiatitel mit der Staffel 2006 auch Teamsprint-Gold bei den Weltmeisterschaften 2007. Nach dem Ausstieg aus dem Weltcup bestritt Zorzi Langstreckenrennen im Skilanglauf-Marathon-Cup.

## Werdegang

### Anfangsjahre
Sein internationales Debüt gab Zorzi Anfang der 1990er Jahre bei FIS-Rennen sowie im Skilanglauf-Continental-Cup. Im Januar 1993 erreichte der Italiener dabei in Argentière erstmals die Top 10. Zu Beginn der Saison 1993/94 startete er am 21. Dezember 1993 in Toblach erstmals im Skilanglauf-Weltcup. Als 118. und 94. am Folgetag blieb er jedoch in den hinteren Plätzen hängen. In der Folge blieb er bis zum Folgejahr weiter Mitglied im B-Kader und startete im Continentalcup.
Im Dezember 1994 startete er in Sappada erneut im Weltcup und konnte als 33. am zweiten Tag im Rennen über 10 km im freien Stil erstmals in die Nähe der Weltcup-Punkteränge laufen. Trotzdem verblieb Zorzi auch weiter im B-Kader. Am 14. Januar 1995 feierte er in Argentière seinen ersten Continentalcup-Sieg. Zur Saison 1995/96 kam Zorzi zurück in den Weltcup. Jedoch gelangen ihm weder in Vuokatti noch den weiteren Weltcups bis Dezember nicht, in die Punkte zu laufen. Erstmals landete er als 25. in Štrbské Pleso im Januar 1996 in den Punkterängen.

### Leistungssteigerung im Weltcup
Im März 1997 gelang Zorzi als Achter über 50 km in Oslo erstmals der Lauf unter die besten zehn. Konstant konnte er seine Leistung jedoch auch zum Beginn der folgenden Saison 1997/98 nicht halten. Im Continentalcup gelangen ihm in Gsteig und Breitenwang Siege, so dass er im März erneut im Weltcup zum Einsatz kam und als 14. in Falun auch erneut Weltcup-Punkte sammeln konnte. Im Gesamtweltcup erreichte er mit den gewonnenen 26 Punkten den 51. Platz.
Zur Saison 1998/99 bekam Zorzi einen festen Startplatz im A-Kader. Bereits bis Februar hatte er sich vier Mal Weltcup-Punkte gesichert und war dabei in Mailand und in Seefeld unter die Top 20 gelaufen.
Im Dezember 1999 gelang Zorzi als Achter in Sappada beim Rennen über 15 km wieder der Lauf unter die Top 10. In Kitzbühel konnte er als Neunter im Sprint ebenfalls überzeugen. Im Februar 2000 verpasste Zorzi in Ulrichen und Falun als jeweils Vierter nur knapp seine ersten beiden Podestplätze. Überraschend konnte er wenig später Anfang März das Sprintrennen in Lahti gewinnen. In der Weltcup-Gesamtwertung der Saison 1999/2000 erreichte er mit dem zehnten Rang auch erstmals einen Top-10-Platz.

### Konstante Leistung und beste Saison
In die Saison 2000/01 startete Zorzi schwach, konnte aber bereits Mitte Dezember wieder als Dritter in Brusson seine Leistung unter Beweis stellen. In Engelberg gewann er die Qualifikation im Sprint, landete aber im Rennen schließlich als Zweiter hinter Tor Arne Hetland im Ziel. Mit seinem zweiten Weltcup-Sieg im Sprint von Soldier Hollow erreichte er schließlich sicher die Qualifikation für die Nordischen Skiweltmeisterschaften 2001 in Lahti. Dort gewann er die Silbermedaille im 1,5-km-Sprint. Nach weiteren Punktgewinnen in den folgenden Weltcups erreichte er in der Gesamtwertung den 11. Platz.
Seine erfolgreichste Weltcup-Saison bestritt er 2001/02. Nachdem er bei den Einzelweltcups zum Saisonbeginn in Kuopio ohne Punkte blieb und an gleicher Stelle mit der italienischen Staffel als Fünfter ins Ziel kam, sicherte er sich im Sprint von Cogne am 9. Dezember 2001 seinen dritten Weltcupsieg. Auch beim Sprint Ende Dezember in Garmisch-Partenkirchen lief er als Erster ins Ziel. Bei den im Februar ausgetragenen Olympischen Winterspielen 2002 in Salt Lake City gewann Zorzi im Sprintrennen hinter dem Norweger Tor-Arne Hetland und dem Deutschen Peter Schlickenrieder die Bronzemedaille. Im Einzel über 30 km musste er sich der starken Konkurrenz geschlagen geben und kam als Neunter ins Ziel. Gemeinsam mit Fabio Maj, Giorgio Di Centa und Pietro Piller Cottrer gewann er im 4 × 5 km Staffelrennen zum Abschluss noch einmal Silber.
Beim Staffelweltcup in Lahti kurze Zeit nach den Spielen sicherte er sich den ersten Sieg im Teamsprint. Die Saison beendete Zorzi auf Rang sieben in der Weltcup-Gesamtwertung und schloss damit seine erfolgreichste Saison ab. In der Folge konnte er die Saisons nicht mehr als einer der besten zehn in der Gesamtwertung beenden.

### Leistungseinbruch im Weltcup
Nach seinen Erfolgen von 2000 bis 2002 wurde es ab der Saison 2002/03 ruhiger um Zorzi. So startete er nur mit mittelmäßigen Ergebnissen in die neue Saison und war lediglich bei Staffelrennen mit der Mannschaft erfolgreich. Erst Mitte Dezember schaffte er beim Sprint in Clusone wieder den Lauf unter die besten zehn. In Linz stand er als Dritter noch einmal auf dem Podium, bevor er im Januar in Reit im Winkl seinen letzten Einzel-Weltcupsieg feierte. Zuvor hatte er bereits beim Teamsprint in Oberhof einen deutlichen Sieg einfahren können.
Am 14. Februar 2003 feierte er für einige Jahre seinen vorerst letzten Sieg bei einem Teamsprint in Asiago. In der Gesamtwertung erreichte er einen 12. Platz. Es war seine letzte Top 20 Position in der Gesamtwertung. Lediglich in der Sprint-Disziplinen-Wertung konnte er noch dreimal die Top 20 erreichen.
Bei den Nordischen Skiweltmeisterschaften 2005 in Oberstdorf erreichte Zorzi im Einzel über 15 km im freien Stil Rang 17, bevor er mit der Staffel sowie im Teamsprint als jeweils Vierter eine Medaille verpasste.

### Staffel-Olympiasieg und Teamsprint-Weltmeister
Einen seiner größten Erfolge erzielte Zorzi trotz eines schwachen Weltcups von 2003 bis 2006 bei den Olympischen Winterspielen 2006 in Turin mit dem Gewinn der Staffel-Goldmedaille. Zuvor hatte er sich mit der Mannschaft bereits den Staffelweltcup in Lago di Tesero gesichert. Seinen letzten Weltcup-Sieg feierte Zorzi wenig später am 18. März 2006 im japanischen Sapporo im Teamsprint.
An gleicher Stelle gewann er in dieser Disziplin mit seinem Partner Renato Pasini die Goldmedaille bei den Nordischen Skiweltmeisterschaften 2007
Es blieb sein letzter großer Erfolg.

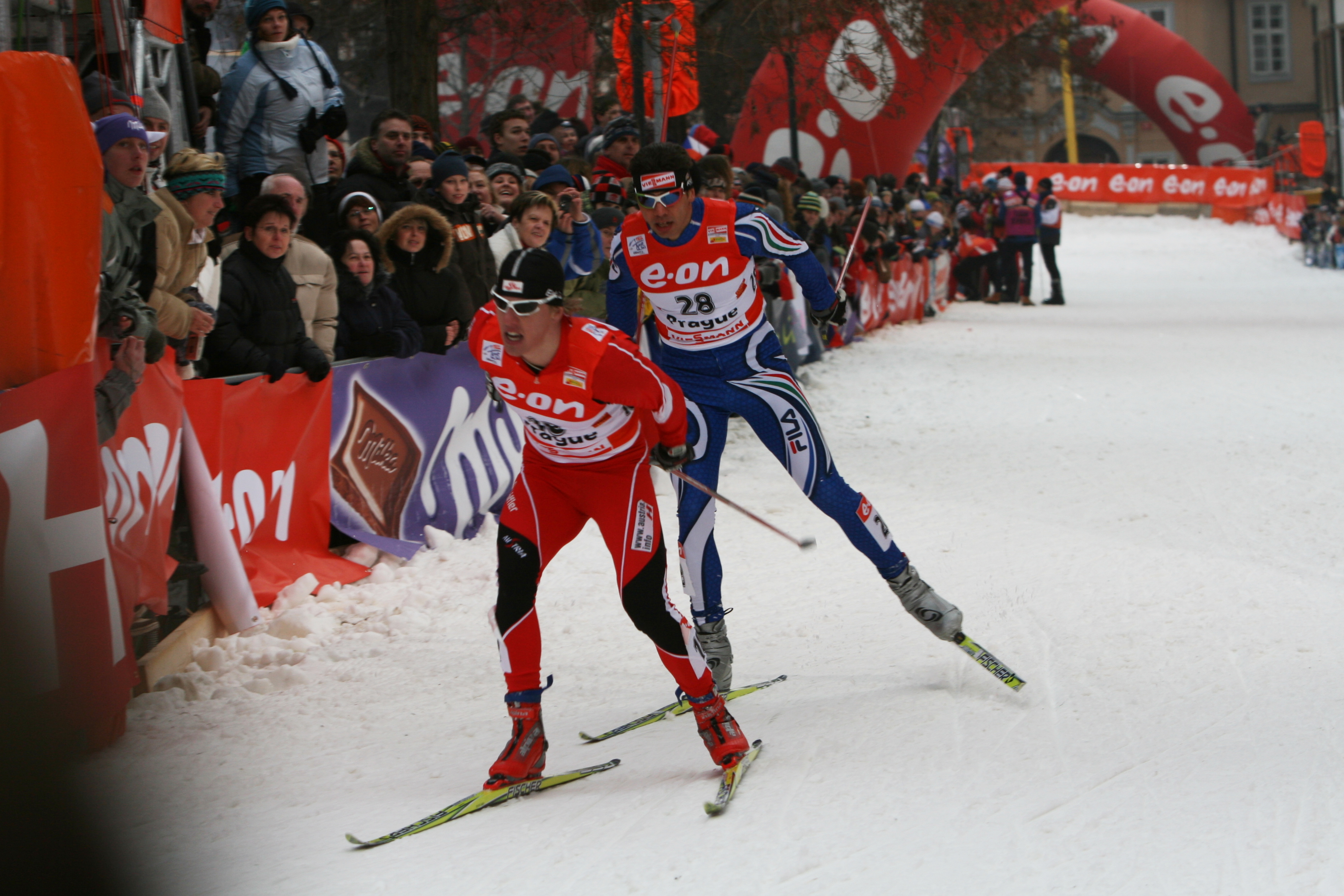
Christian Zorzi und Harald Wurm bei der Tour de Ski 2007/08

Die Tour de Ski 2007/08 beendete Zorzi auf einem schwachen 31. Platz. Zwar konnte er sich zwei Jahre später trotz durchwachsener Auftritte im Weltcup im Alter von mittlerweile 37 Jahren noch einmal für die Olympischen Winterspiele 2010 in Vancouver qualifizieren, startete dort aber nicht in den Einzeldisziplinen. Auch im Teamsprint kam er gemeinsam mit seinem Partner Pasini nicht über Rang acht hinaus. Auch mit der Staffel blieb er unter seinen Möglichkeiten. Die Mannschaft wurde am Ende Neunte.

### A-Nationalkader-Ausstieg und Marathon-Cup
Nach den Spielen beendete er seine Weltcup-Karriere und zog sich zur Saison 2010/11 in den unterklassigen Alpencup zurück und startete außerdem bei Langstrecken-Rennen im Skilanglauf-Marathon-Cup. Trotz seines mittlerweile fortgeschrittenen Alters erreichte er im März 2012 in Samedan das Podium nach einem Lauf über 42 km. Auch ein Jahr später in der Saison 2012/13 sicherte er sich mit Rang zwei an gleicher Stelle ein gutes Ergebnis. In der Marathon-Cup-Gesamtwertung erreichte er damit den achten Rang. In der Saison 2013/14 bestritt er nur fünf der Wettbewerbe und lag am Ende auf Rang 30 der Gesamtwertung.

## Erfolge

### Siege bei Weltcuprennen

#### Weltcupsiege im Einzel
| Nr. | Datum             | Ort                    | Disziplin        |
| --- | ----------------- | ---------------------- | ---------------- |
| 1.  | 3. März 2000      | Lahti                  | Sprint Freistil  |
| 2.  | 14. Januar 2001   | Soldier Hollow         | Sprint Freistil  |
| 3.  | 9. Dezember 2001  | Cogne                  | Sprint Freistil  |
| 4.  | 27. Dezember 2001 | Garmisch-Partenkirchen | Sprint Freistil  |
| 5.  | 12. Februar 2003  | Reit im Winkl          | Sprint klassisch |

#### Weltcupsiege im Team
| Nr. | Datum             | Ort            | Disziplin                       |
| --- | ----------------- | -------------- | ------------------------------- |
| 1.  | 8. März 1999      | Vantaa         | 10 × 1,6 km Teamsprint Freistil |
| 2.  | 3. März 2002      | Lahti          | Teamsprint                      |
| 3.  | 24. November 2002 | Kiruna         | Staffel                         |
| 4.  | 26. Januar 2003   | Oberhof        | Teamsprint                      |
| 5.  | 14. Februar 2003  | Asiago         | Teamsprint                      |
| 6.  | 15. Januar 2006   | Lago di Tesero | Staffel                         |
| 7.  | 18. März 2006     | Sapporo        | Teamsprint                      |

### Siege bei Continental-Cup-Rennen
| Nr. | Datum            | Ort               | Disziplin      | Serie           |
| --- | ---------------- | ----------------- | -------------- | --------------- |
| 1.  | 14. Januar 1995  | Argentiere        | 15 km Freistil | Continental Cup |
| 2.  | 7. Februar 1998  | Gsteig-Feutersoey | 15 km Freistil | Continental Cup |
| 3.  | 14. Februar 1998 | Breitenwang       | 15 km Freistil | Continental Cup |
| 4.  | 14. Januar 2007  | Cogne             | 15 km Freistil | Alpencup        |

## Platzierungen im Weltcup

### Weltcup-Statistik
Die Tabelle zeigt die erreichten Platzierungen im Einzelnen.
- 1.–3. Platz: Anzahl der Podiumsplatzierungen
- Top 10: Anzahl der Platzierungen unter den ersten zehn
- Punkteränge: Anzahl der Platzierungen innerhalb der Punkteränge
- Starts: Anzahl gelaufener Rennen in der jeweiligen Disziplin
- Hinweis: Bei den Distanzrennen erfolgt die Einordnung gemäß FIS.

| Platzierung         | Distanzrennen a | Distanzrennen a | Distanzrennen a | Distanzrennen a | Distanzrennen a | Skiathlon Verfolgung | Sprint | Etappen- rennen b | Gesamt | Team c | Team c  |
| Platzierung         | ≤ 5 km          | ≤ 10 km         | ≤ 15 km         | ≤ 30 km         | > 30 km         | Skiathlon Verfolgung | Sprint | Etappen- rennen b | Gesamt | Sprint | Staffel |
| ------------------- | --------------- | --------------- | --------------- | --------------- | --------------- | -------------------- | ------ | ----------------- | ------ | ------ | ------- |
| 1. Platz            |                 |                 |                 |                 |                 |                      | 5      |                   | 5      | 4      | 2       |
| 2. Platz            |                 |                 |                 |                 |                 |                      | 2      |                   | 2      | 1      | 6       |
| 3. Platz            |                 |                 |                 |                 |                 |                      | 5      |                   | 5      | 1      |         |
| Top 10              |                 | 3               | 8               | 1               | 1               |                      | 24     |                   | 37     | 12     | 17      |
| Punkteränge         | 1               | 12              | 19              | 7               | 2               | 6                    | 53     |                   | 100    | 13     | 20      |
| Starts              | 4               | 22              | 47              | 16              | 7               | 19                   | 69     | 4                 | 188    | 13     | 20      |
| Stand: Karriereende |                 |                 |                 |                 |                 |                      |        |                   |        |        |         |

### Weltcup-Gesamtplatzierungen
| Saison    | Gesamt | Gesamt | Distanz | Distanz | Sprint | Sprint |
| Saison    | Punkte | Platz  | Punkte  | Platz   | Punkte | Platz  |
| --------- | ------ | ------ | ------- | ------- | ------ | ------ |
| 1995/96   | 6      | 75.    | -       | -       | -      | -      |
| 1996/97   | 32     | 52.    | 32      | 28. 1   | -      | -      |
| 1997/98   | 26     | 51.    | -       | -       | 26     | 40.    |
| 1998/99   | 31     | 52.    | -       | -       | 31     | 58.    |
| 1999/2000 | 359    | 10.    | 199     | 8. 2    | 160    | 5.     |
| 2000/01   | 331    | 11.    | -       | -       | 288    | 2.     |
| 2001/02   | 327    | 7.     | -       | -       | 264    | 3.     |
| 2002/03   | 315    | 12.    | -       | -       | 276    | 5.     |
| 2003/04   | 74     | 57.    | 2       | 108.    | 72     | 25.    |
| 2004/05   | 255    | 21.    | 117     | 23.     | 138    | 14.    |
| 2005/06   | 221    | 23.    | 48      | 59.     | 173    | 12.    |
| 2006/07   | 24     | 101.   | 10      | 85.     | 14     | 61.    |
| 2007/08   | 51     | 76.    | -       | -       | 51     | 46.    |
| 2008/09   | 181    | 41.    | 30      | 63.     | 151    | 18.    |
| 2009/10   | 73     | 77.    | 1       | 125.    | 72     | 37.    |